# Santiago Briñone
Santiago David Briñone (Villa Santa Rosa, Provincia de Córdoba, Argentina; 28 de diciembre de 1996) es un futbolista argentino. Juega como mediocampista y su primer equipo fue Patronato de Paraná. Actualmente milita en el Club Atlético Estudiantes de la Primera Nacional.

## Trayectoria
Comenzó en las inferiores de un equipo local de Villa Santa Rosa antes de irse a Talleres y posteriormente a Patronato para jugar en las divisiones inferiores. Fue promovido al primer equipo de Patronato por el director técnico Martín de León, quien lo seleccionó para comenzar de titular en la derrota 3-2 contra San Lorenzo el 21 de septiembre de 2018.
En marzo de 2021, tras ser declarado prescindible, rescindió su contrato y quedó con el pase en su poder. Inmediatamente se transformó en refuerzo de Sportivo Las Parejas.

## Clubes
| Club                 | País      | Año       |
| -------------------- | --------- | --------- |
| Patronato de Paraná  | Argentina | 2018-2021 |
| Sportivo Las Parejas | Argentina | 2021      |
| Estudiantes          | Argentina | 2022-?    |

### Estadísticas
- Actualizado al 7 de noviembre de 2021

| Club                           | Div.                | Temporada           | Liga | Liga | Copa Nacional | Copa Nacional | Copa Internacional | Copa Internacional | Total | Total |
| Club                           | Div.                | Temporada           | PJ   | G    | PJ            | G             | PJ                 | G                  | PJ    | G     |
| ------------------------------ | ------------------- | ------------------- | ---- | ---- | ------------- | ------------- | ------------------ | ------------------ | ----- | ----- |
| Patronato Argentina            |                     |                     |      |      |               |               |                    |                    |       |       |
| 1.ª                            | 2018/19             | 8                   | 0    | 2    | 0             | -             | -                  | 10                 | 0     |       |
| 1.ª                            | 2019/20             | 5                   | 0    | 1    | 0             | -             | -                  | 6                  | 0     |       |
| 1.ª                            | 2020                | -                   | -    | 2    | 0             | -             | -                  | 2                  | 0     |       |
| Total                          | Total               | 13                  | 0    | 5    | 0             | -             | -                  | 18                 | 0     |       |
| Sportivo Las Parejas Argentina |                     |                     |      |      |               |               |                    |                    |       |       |
| 3.ª                            | 2021                | 28                  | 3    | -    | -             | -             | -                  | 28                 | 3     |       |
| Total                          | Total               | 28                  | 3    | -    | -             | -             | -                  | 28                 | 3     |       |
| Total en su carrera            | Total en su carrera | Total en su carrera | 41   | 3    | 5             | 0             | -                  | -                  | 46    | 3     |